# Tirint
Tirint (en grec antic: Τίρυνς, gen. Τίρυνθος; gentilici Τιρύνθιος, tirinti) fou de les més ciutats gregues més antigues i protagonista de diversos mites molt populars. Era situada a la plana de l'Argòlida, a mig camí entre Argos i Nàuplia.

## Història
Tirint va ser un gran nucli micènic, acollint un dels grans palaus d'aquesta civilització. D'aquesta època, el segon mil·lenni aC, data segurament l'acròpoli, amb les seves murades. Tot i que Tirint continuà habitada en època històrica, la seva època de màxima esplendor fou durant el període micènic.

### Mite
Segons Estrabó i Pausànias, el seu nom s'atribueix per la mitologia a Tirins, fill d'Argos. Posteriorment, a la mort d'Abant, rei d'Argos, els seus fills Acrisi i Pretos es barallaren per heretar el regne. Pretos, exiliat a Lícia es casà amb Estenebea, filla del rei Iòbates, que ajudà Pretos a recuperar el regne. La guerra conclogué amb una partició: Acrisi governaria a Argos i Pretos, a Tirint. Es deia que les poderoses murades de Tirint les havien construïdes els ciclops, originaris de Lícia, per orde de Pretos.
A Tirint té lloc també el famós episodi de Bel·lerofont i Estenebea. Bel·lerofontes, doncs, era príncep de Corint, i es refugià a Tirint després d'haver comès un assassinat. Estenebea se'n va enamorar, però Bel·lerofontes la rebutjà, i ella va acusar d'haver-la volgut violar. Pretos l'envià a Lícia, a la casa del seu sogre Iòbates, perquè Iòbates se'n desfés. Després de Pretos, regnà el seu fill Megapentes.
Posteriorment, Tirint passà a l'heroi Perseu. Després de la mort d'Acrisi, Perseu va tornar a casa; però, no volent heretar el regne del seu pare, a qui havia mort accidentalment, va intercanviar el reialme amb Megapentes, el seu cosí. Perseu fundà Micenes, inclosa dins el seu regne, i també acabà per posseir, finalment, Argos. A la mort de Perseu, els seus fills es repartiren el regne: Alceu regnà a Tirint, Estènel a Argos i Electrió a Micenes.

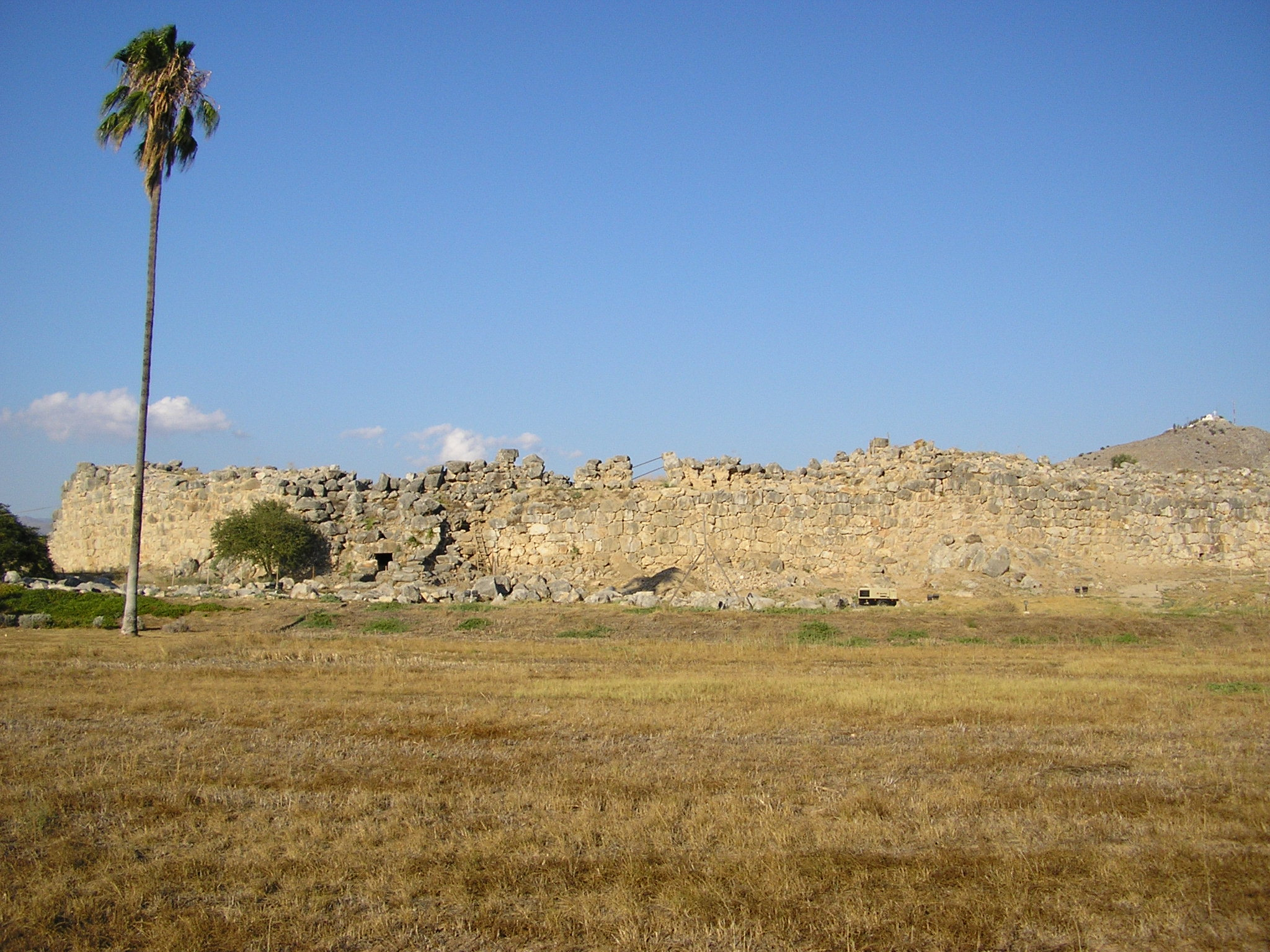
Vista general del jaciment arqueològic de Tirint

Tirint era, per tant, la pàtria dels avantpassats d'Hèracles, en tant que el seu pare, Amfitrió, era el fill d'Alceu. Però, en les lluites entre el seu oncle Electrió i el seu contrincant Pterelau, Amfitrió matà accidentalment Electrió, i s'hagué d'exiliar a Tebes abans de poder ser rei. Al llarg del mite, hi ha diversos moments en què Hèracles pretén recuperar el regne d'Argos, que li pertanyia per via del seu pare, però el seu cosí, Euristeu, fill d'Estènel i, per tant, rei d'Argos, Micenes i Tirint, no li ho permet. A la mort d'Hèracles, els seus fills i nets, els heraclides, s'exilien a Atenes i posteriorment a Tebes, i el seu objectiu, durant diverses generacions, és recuperar Argos i els altres territoris que els pertanyen a través d'Hèracles. Es deia que la ciutadella de Tirint, anomenada Licimna, rebia el seu nom perquè Tlepòlem, un dels heraclides, en un dels combats per recuperar el regne, va matar Licimni, fill d'Electrió, en aquell indret.
Aquest episodi és l'anomenat retorn dels heraclides, i és el mite que serveix per explicar les migracions dòriques, que substituïren la població aquea-jònica pels doris d'època històrica (tots de llengua i cultura grega). Tot i així, la tradició deia que, mentre que els argius eren de raça dòrica, a Tirint es mantenia l'antiga raça aquea (un reflex en forma de llegenda del fet que, durant bona part de la història, els argius varen tenir els tirintis subjugats, com els doris als aqueus).

### Època històrica
En època arcaica, sembla que Tirint era una polis depenent d'Argos. Després de la batalla de Sepea (494 aC), però, Cleòmenes I d'Esparta va derrotar els argius, i Tirint va esdevenir una ciutat lliure, juntament amb Micenes. Uns anys més tard, segons Heròdot, els fills dels argius que varen ser derrotats a Sepea es varen revoltar i varen foragitar els esclaus d'Argos, que s'exiliaren a Tirint. Amb el temps va esclatar la guerra entre els argius i els tirintis, que acabà amb victòria argiva i amb l'exili dels tirintis descendents dels esclaus d'Argos: molts es refugiaren a Epidaure i Hermíona, i a Haliees contribuïren en l'establiment de la polis.

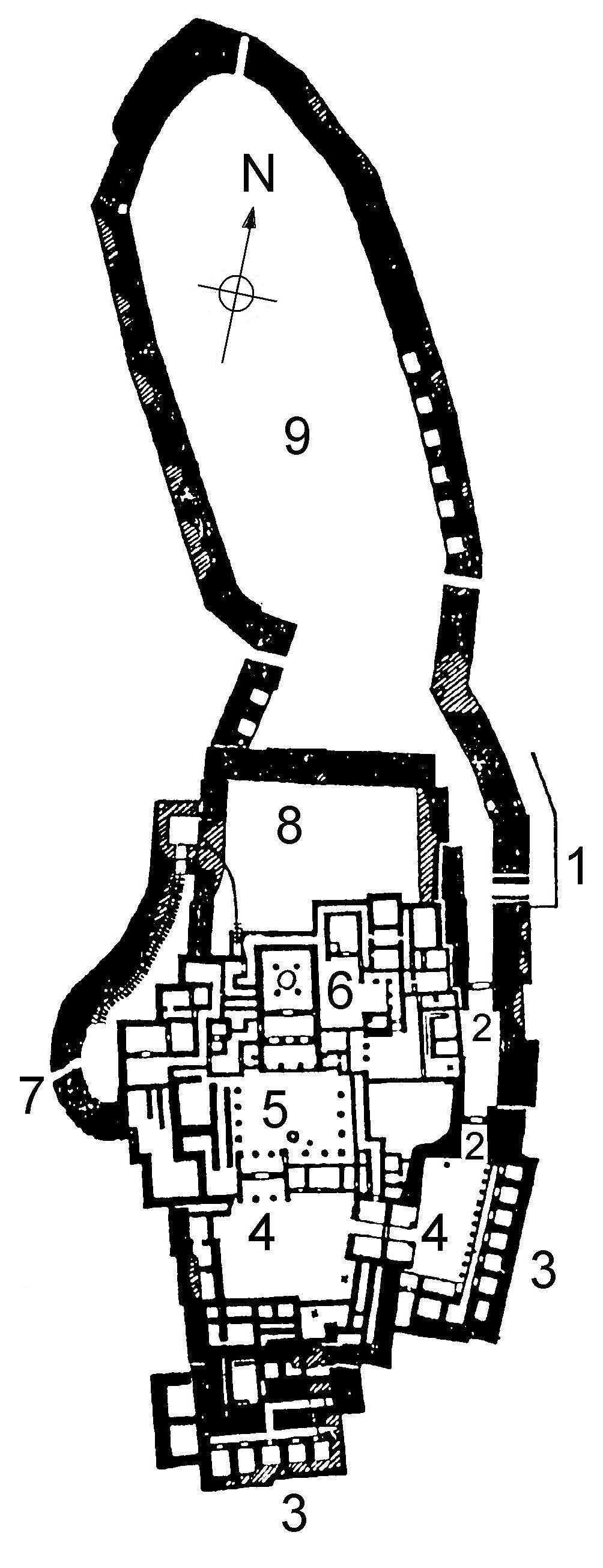
Pla de Tirint

Tirint, per la seva banda, fou destruïda i abandonada, i la ciutadella de Licimna fou desmantellada. Pausànies encara va poder veure part del botí que els argius prengueren de Tirint en aquest saqueig. El mateix autor explica que la ciutat no s'havia repoblat, i que, per tant, havia romàs abandonada, car la seva descripció no és més que la d'unes ruïnes.

## Descripció
Tirint era molt característica sobretot per la seva acròpoli i els seus murs ciclopis, que es deia que havien estat construïts per ciclops. El mateix Homer, al Catàleg de les naus, li confereix l'epítet de enmuradada (Τίρυνς τειχιόεσσα). Pausànies arribà a dir que causaven la mateixa admiració que les piràmides d'Egipte.
A la part alta de l'acròpoli, excavada per primera vegada el 1884 per Heinrich Schliemann, hi havia un gran temple, que bé podria haver estat dedicat a Hera, bé a Atena. Per les inscripcions, sembla que també hi havia un santuari dedicat a Hèracles, i les troballes suggereixen també l'existència d'uns propileus o una estoa.
Fora de l'acròpoli, no s'han trobat restes significatives que evidenciïn que hi havia hagut una població a la part baixa en època arcaica i fins al segle v aC, quan fou abandonada. Hi ha arqueòlegs i historiadors que, per explicar aquesta manca de troballes, han proposat que Tirint fos una polis sense nucli urbà, format solament per una acròpolis i un territori propi amb població dispersa. Tot i així, és més raonable pensar que les restes d'aquest poblament no s'han pogut localitzar, particularment tenint en compte que les excavacions al voltant de l'acròpoli no han estat exhaustives i, encara més, que les restes d'aquest poblament podrien haver estat del tot arrasades després que els argius destruïssin la ciutat.

## Galeria

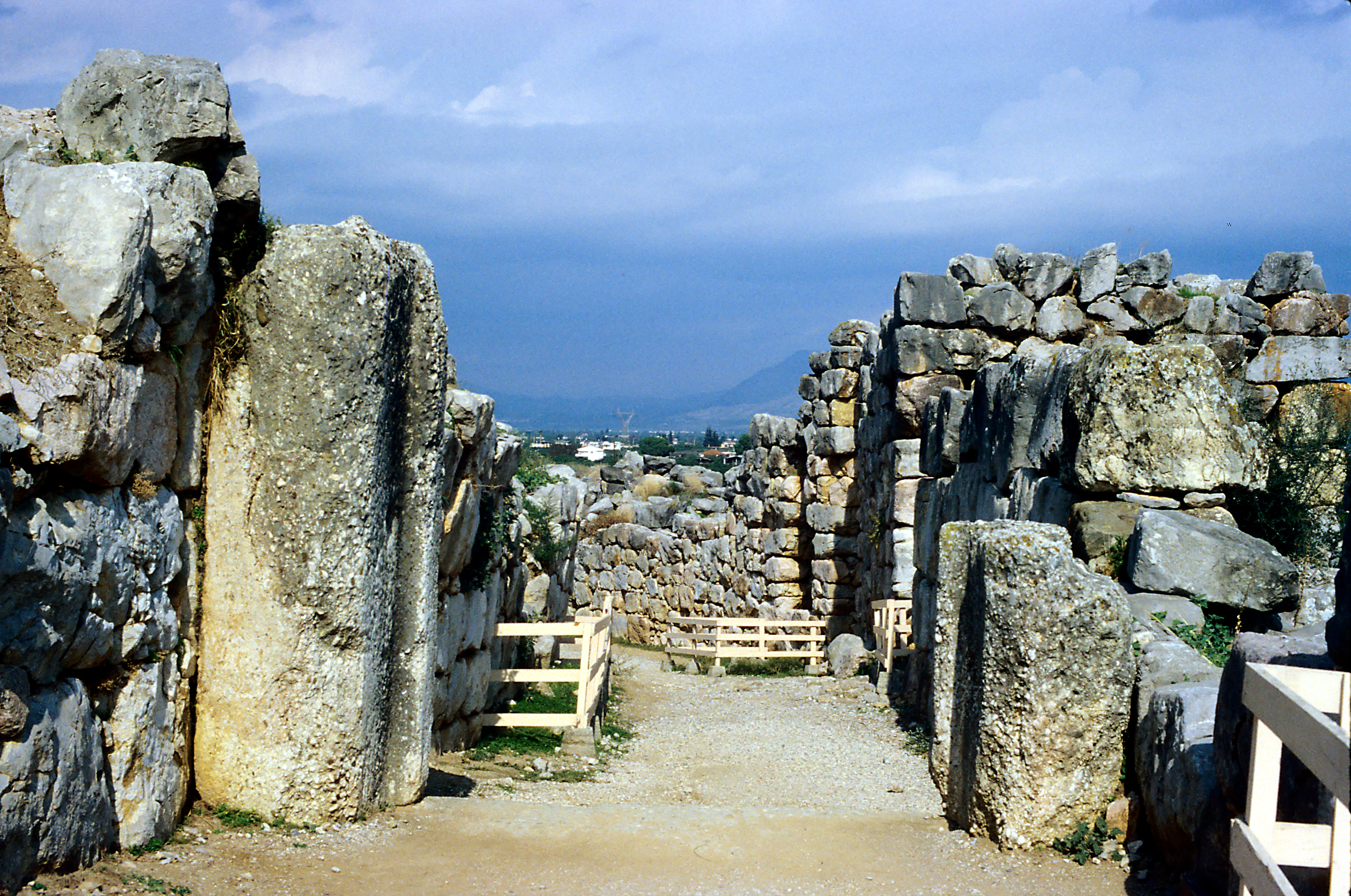
Porta principal
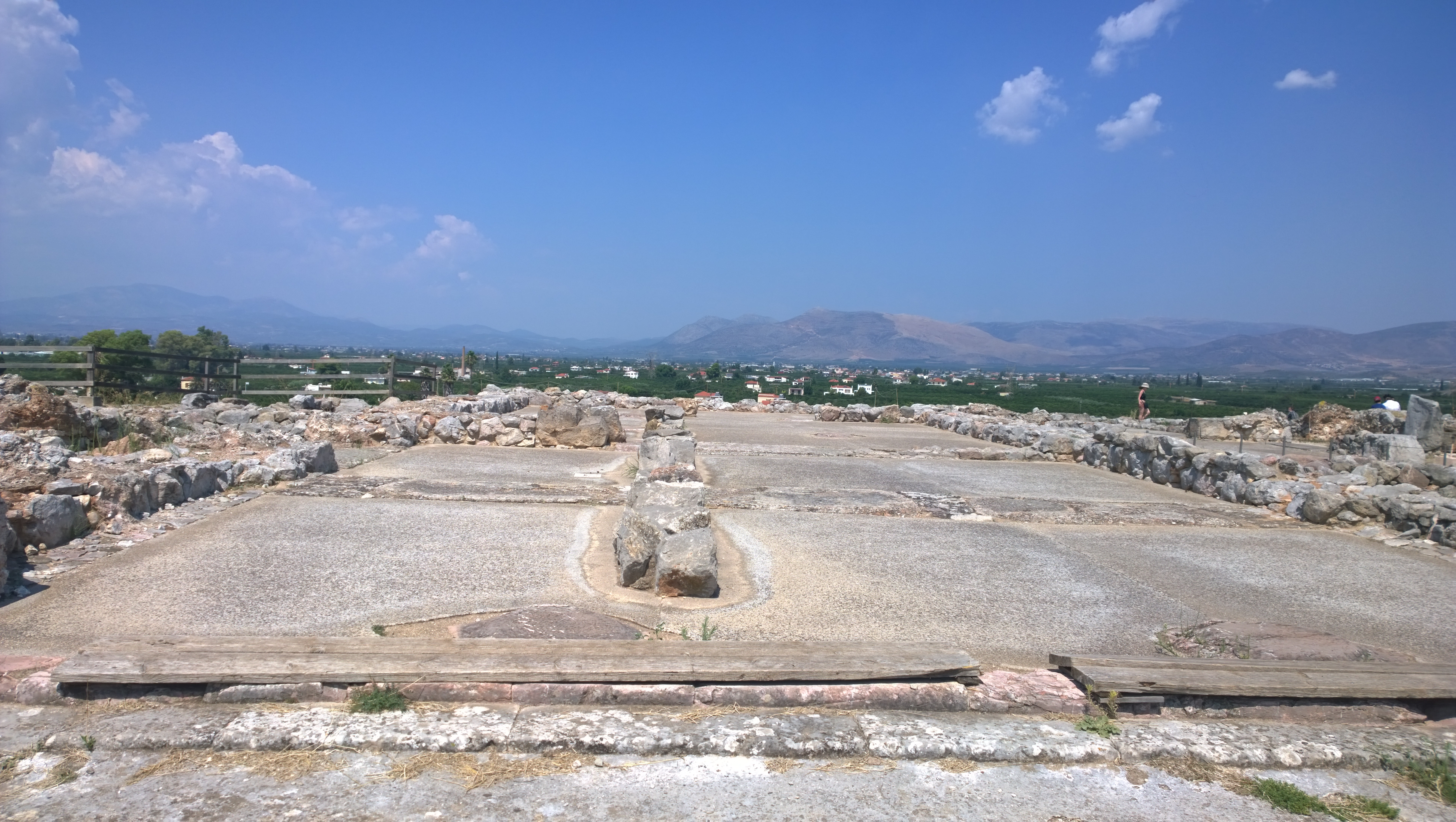
Mègaron
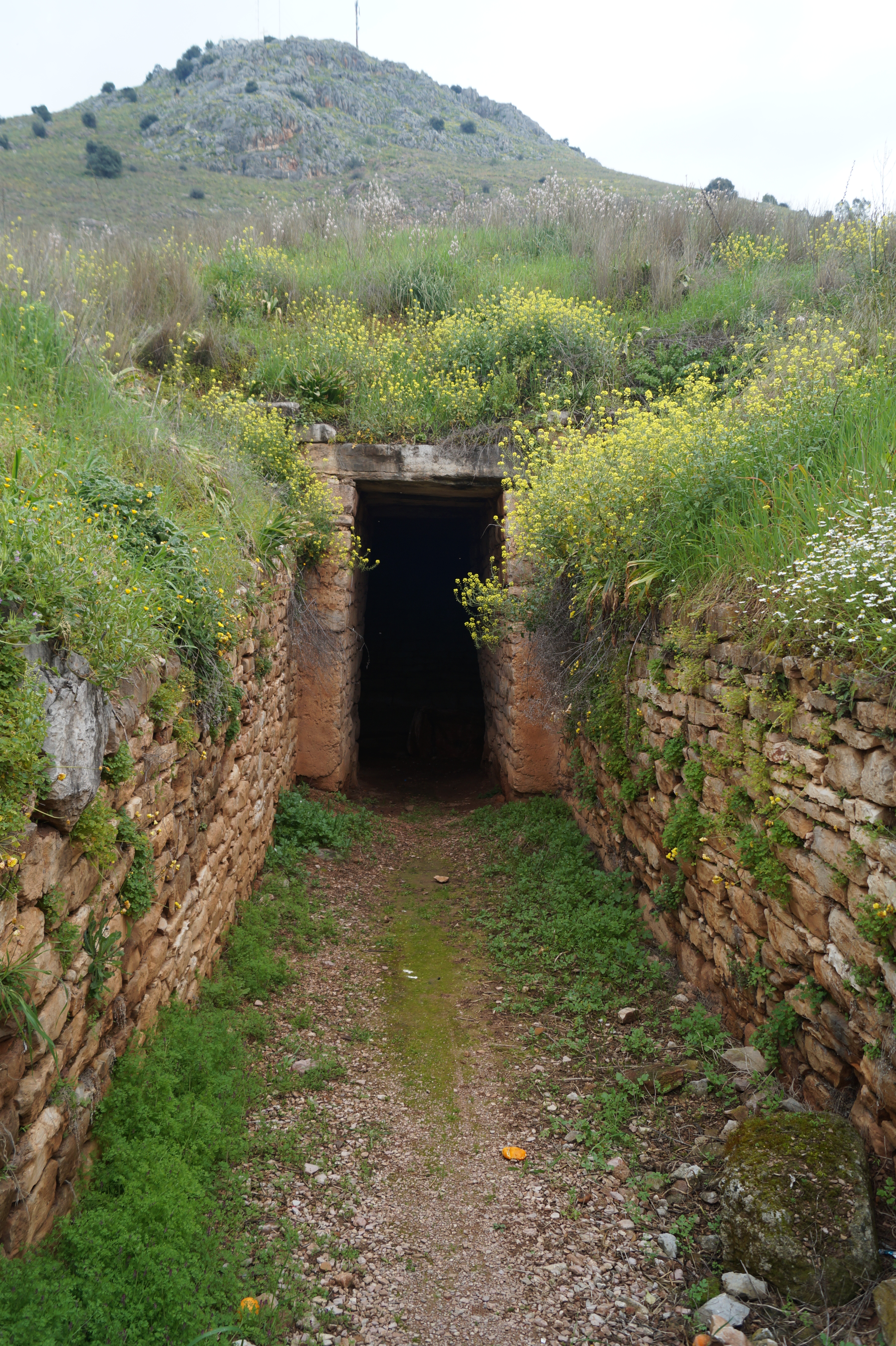
Tolos
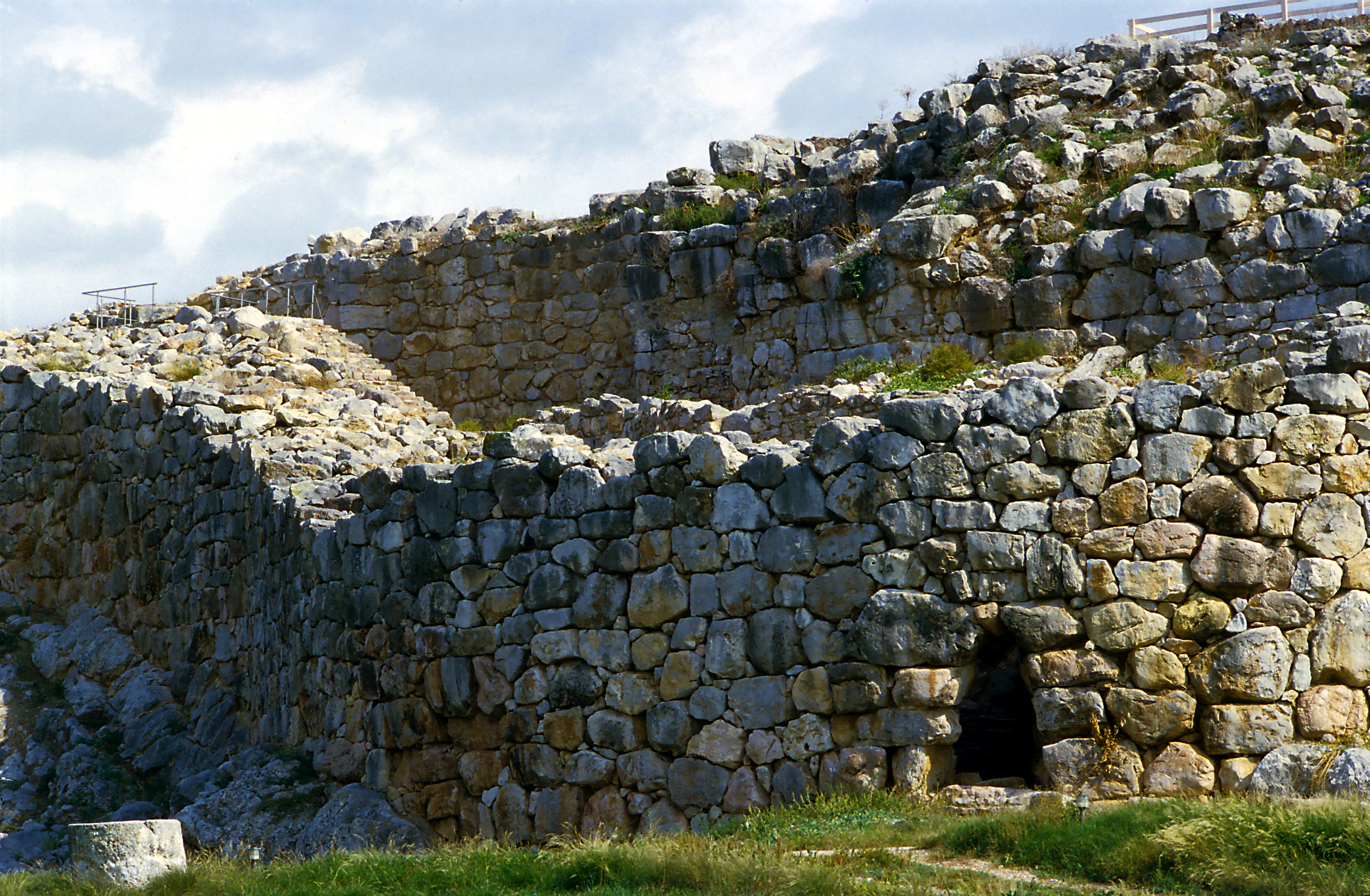
Murada i porta occidental
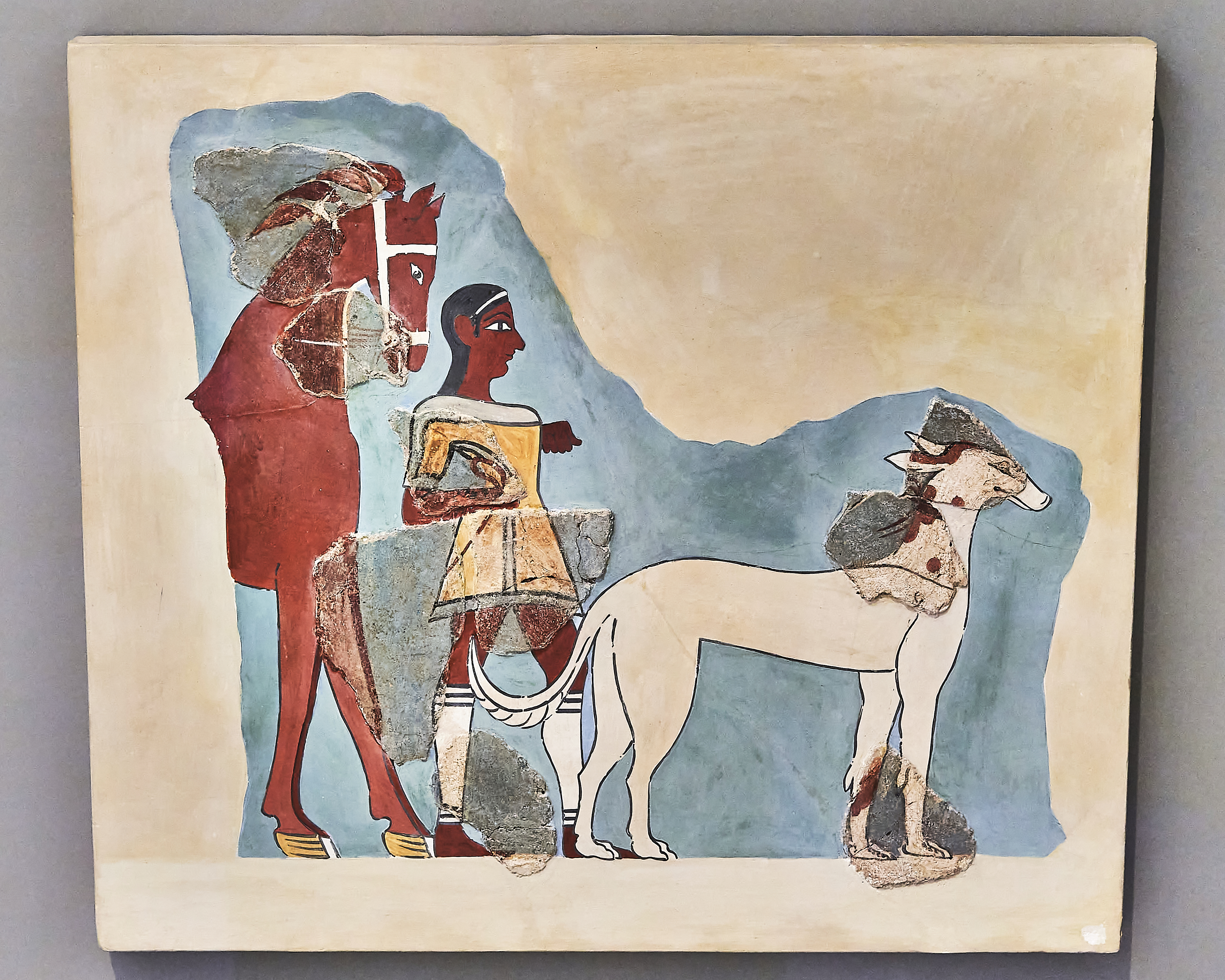
Fresc d'època micènica procedent de Tirint
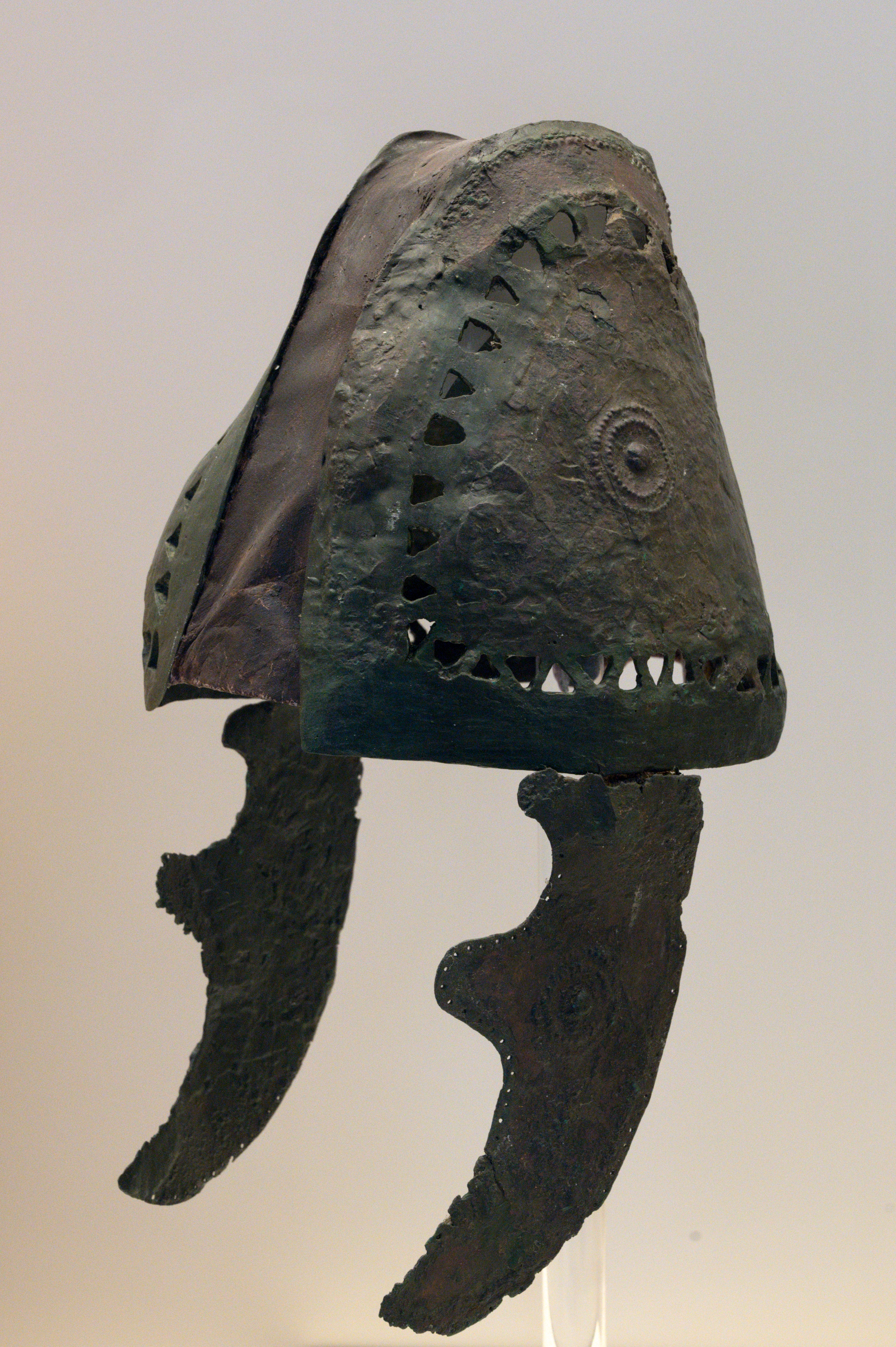
Casc de bronze procedent de Tirint
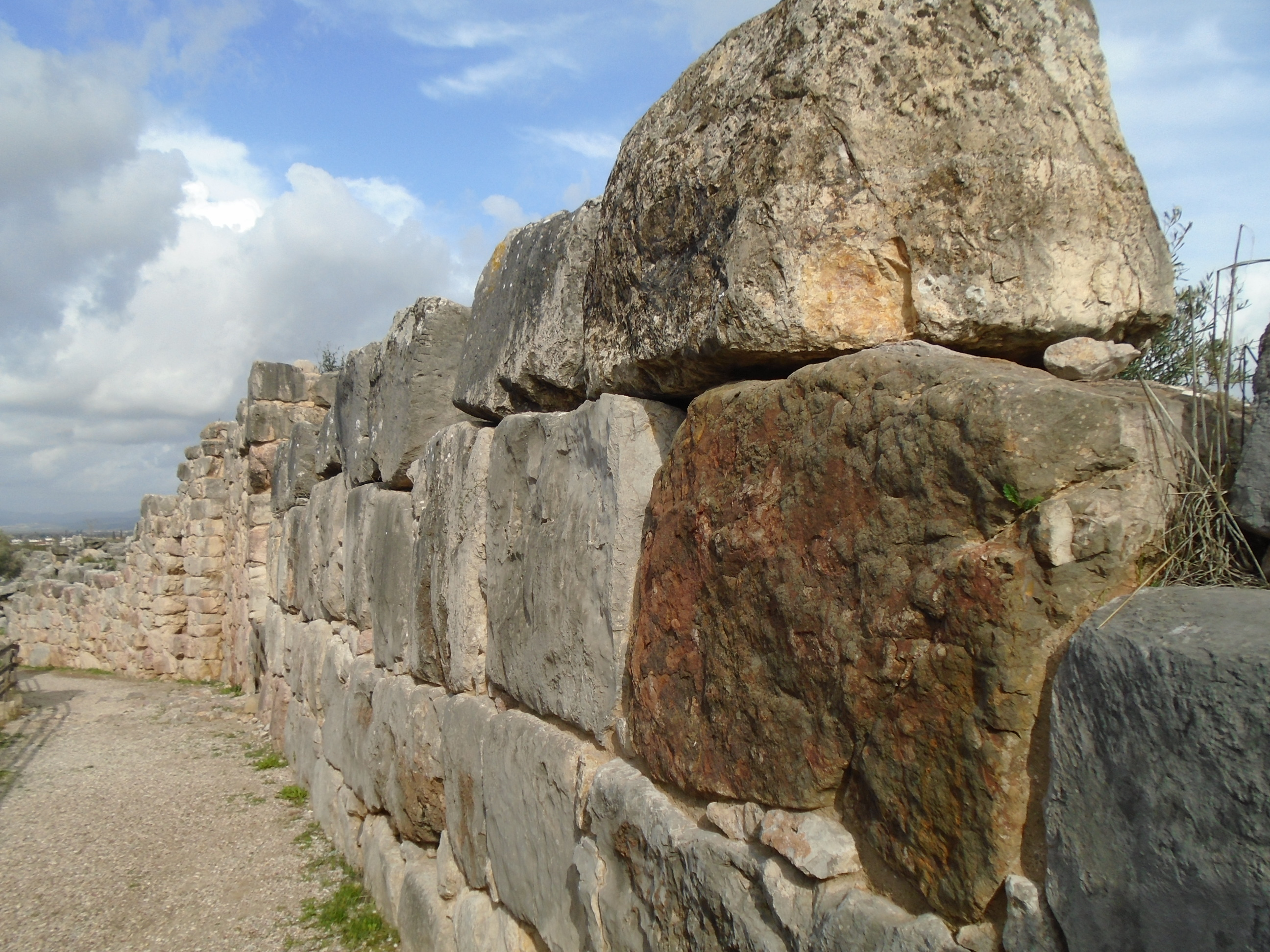
Detall de les pedres ciclòpies de la murada